# Aneta Vignerová
Aneta Vignerová (* 27. října 1987 Havířov) je česká modelka, vítězka soutěže Miss České republiky 2009, která reprezentovala Česko i na Miss World 2009 v Johannesburgu.

## Osobní život
Jejím manželem je režisér Petr Kolečko, s nímž má syna Jiřího. Vzali se v březnu roku 2023.